# Красная Поляна (Армавир)
Кра́сная Поля́на (старое название — Себельда́) — хутор в муниципальном образовании «город Армавир» Краснодарского края. Административный центр Приреченского сельского округа.

## География
Хутор расположен на левом берегу Кубани, в 6 км к северу от центра города Армавир, напротив станицы Прочноокопской Новокубанского района.
В хуторе расположен бывший аэропорт Армавир — ныне Муниципальное учреждение образования «Школа юных авиаторов». На севере граничит с жилой застройкой города Новокубанска, районного центра Новокубанского района.

## Население
| 2002 | 2010  | 2012  | 2021  |
| ---- | ----- | ----- | ----- |
| 3051 | ↗3523 | ↘3504 | ↘3254 |

Национальный состав
По данным Всероссийской переписи населения 2010 года:
| Народ    | Численность, чел. | Доля от всего населения, % |
| -------- | ----------------- | -------------------------- |
| русские  | 2 630             | 74,65 %                    |
| армяне   | 660               | 18,73 %                    |
| украинцы | 40                | 1,14 %                     |
| другие   | 193               | 5,48 %                     |
| всего    | 3 523             | 100 %                      |